# 萨马兰奇纪念馆
38°58′01″N 117°04′39″E / 38.9669°N 117.0776°E萨马兰奇纪念馆，是国际奥委会设立的旨在纪念国际奥委会终身名誉主席胡安·安东尼奥·萨马兰奇的纪念馆，是国际奥林匹克博物馆联盟的正式成员。萨马兰奇纪念馆坐落在天津市静海区团泊新城健康产业园，距离天津中心城区10公里。馆内陈列了萨马兰奇一生收藏的书籍、纪念品和生前用品共计16,578件。
2024年8月23日，中国博物馆协会公布第五批国家二级博物馆名单，萨马兰奇纪念馆入选。

## 设计
萨马兰奇纪念馆，由丹麦HAO建筑事务所和新加坡筑土国际共同设计，总占地面积约14.4万平方米，建筑面积约1.9万平方米，包括两个主体建筑、三个下沉式院落、200余个景观建筑，以及环绕四周的奥林匹克雕塑公园等。